# Nupserha rufipennis
Nupserha rufipennis är en skalbaggsart. Nupserha rufipennis ingår i släktet Nupserha och familjen långhorningar.

## Underarter
Arten delas in i följande underarter:
- N. r. rufipennis
- N. r. parterufoantennalis